# Eucurtiopsis mazuri
Eucurtiopsis mazuri är en skalbaggsart som beskrevs av Dégallier och Michael S. Caterino 2005. Eucurtiopsis mazuri ingår i släktet Eucurtiopsis och familjen stumpbaggar. Inga underarter finns listade i Catalogue of Life.